# Camarillasaurus cirugedae
Camarillasaurus cirugedae (“lagarto de Camarillas de Pedro Cirugeda Buj”) es la única especie conocida del género extinto Camarillasaurus de dinosaurio terópodo espinosáurido, que vivió a principios del período Cretácico, hace aproximadamente 130 millones de años, durante el Barremiense inferior, en lo que es hoy Europa.

## Descripción
Camarillasaurus era de tamaño medio, alrededor de los 4 metros de largo y con una complexión relativamente delgada. Se conoce a través de los restos fragmentarios que comprenden un diente, una posible vértebra cervical dos placas esternales, la parte proximal de una tibia derecha, un escapulocoracoide derecho roto, el sacro incompleto, cinco vértebras caudales, un arco neural caudal, un cheurón, una costilla presacral casi completa y algunos fragmentos de vértebras, costillas y otros huesos.
Camarillasaurus era probablemente un depredador bípedo con largas patas traseras, y se diferencia de otros animales similares como Elaphrosaurus debido a dos autapomorfías, características derivadas, el gran desarrollo de la zona de cresta cnemial, llevando la parte distal de la tibia a ser extremadamente profunda y la presencia de una ranura longitudinal de profundidad en la tibia. La especie tipo es C. cirugedae, el nombre específico fue puesto en honor al descubridor de los fósiles, Pedro Cirugedę Buja, el holotipo una catalogado como MPG-KPC1-46 conserva un diente incompleto, presumiblemente la parte superior de uno dientes lado, e incluyen algunas vértebras y costillas, media proximal del eje del cuerpo de la tibia y muchas piezas rotas de hueso; encontrar todos los huesos en un solo lugar, su tamaño similar y aparición en muchos de ellos pertenecientes a sugerentes características ceratosaurianas indica que los huesos pertenecen no sólo a una sola especie, sino también a un individuo.

## Descubrimiento e investigación

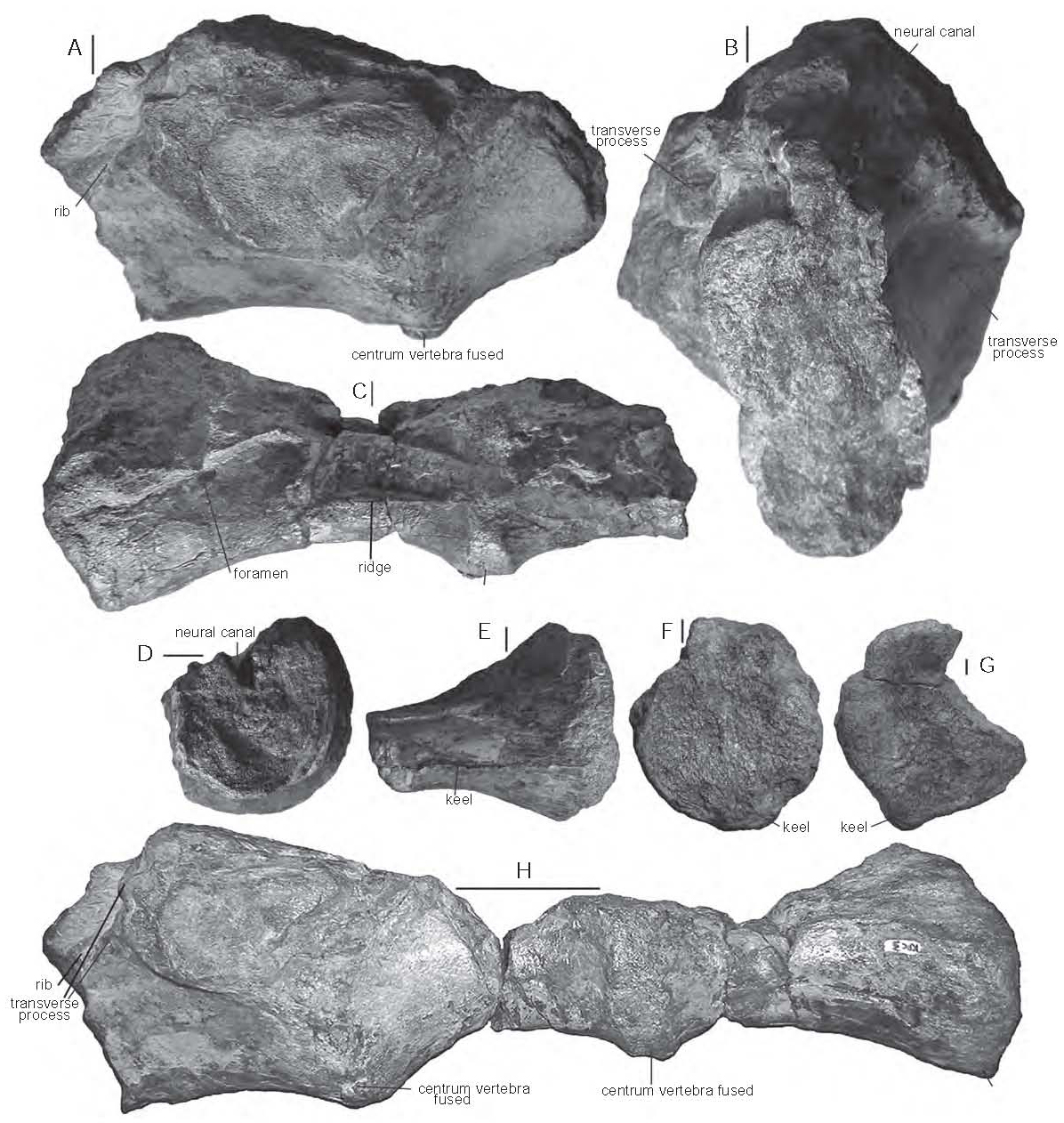
Sacro y centro vertebral.

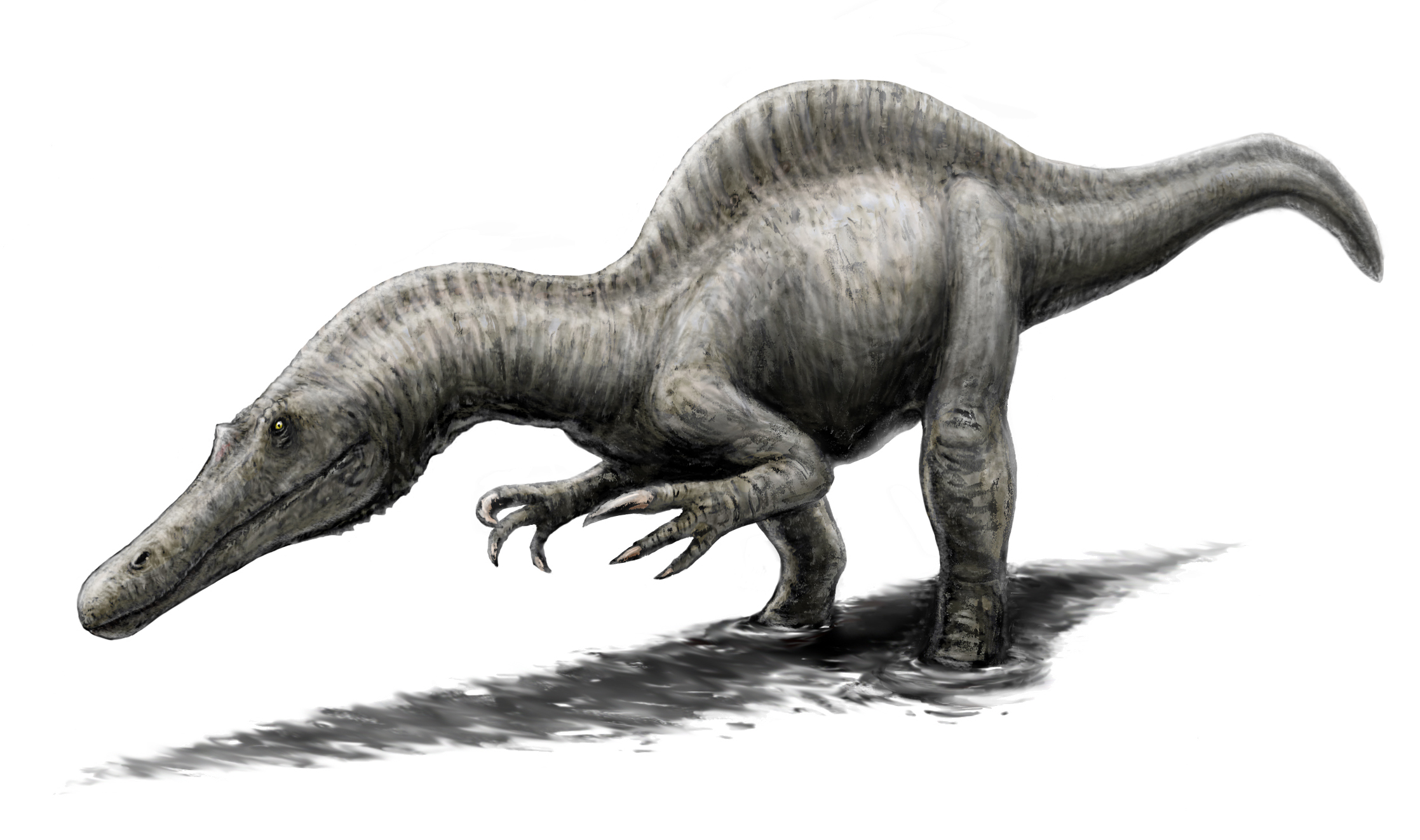
Recreación como un espinosáurido

Camarillasaurus fue descrito por primera vez en 2012, basado en restos fósiles encontrados en la Formación Camarillas en Camarillas, Provincia de Teruel, España. El nuevo dinosaurio fue clasificado como un ceratosauriano, filogenéticamente cerca de la base del clado, y tal vez más derivado que el Limusaurus chino. El nuevo taxón es significativo en la evolución de los dinosaurios ceratosaurianos, situándose temporalmente entre sus más comunes parientes del Jurásico y del Cretácico medio y superior, y es uno de los pocos de Laurasia. El nuevo taxón se consideró útil para entender la evolución de Ceratosauria, ya que se encuentra temporalmente entre los ceratosaurianos típicos del Jurásico,  Ceratosaurus, Spinostropheus, Elaphrosaurus y los de los mediados a finales del Cretácico, los abelisáuridos, noasáuridos y Genusaurus.
Sin embargo, en un resumen de la conferencia de 2019 de la EAVP, Oliver Rauhut y colaboradores sugirieron que era en cambio un miembro de la familia Spinosauridae en lugar de ser un ceratosaurio, con base en características de las vértebras caudales posteriores y nuevo material excavado en el yacimiento del holotipo; un capítulo de una tesis de 2019 realizado por Adun Samathi estuvo de acuerdo con esta conclusión. En 2021, el capítulo fue publicado formalmente como un artículo científico, con la misma conclusión; Samathi señaló las similitudes con los materiales de espinosáuridos de Tailandia y con otros taxones de la familia. Camarillasaurus es uno de los cinco taxones de espinosáuridos conocidos en la península ibérica, siendo los otros cuatro Protathlitis, Iberospinus, Vallibonavenatrix y Riojavenatrix.ResearchGate